# Danh sách phim VTV phát sóng năm 2023
Đây là danh sách phim do Đài Truyền hình Việt Nam phát sóng trong năm 2023.
←2022 - 2023 - 2024→

## VTV1 - Phim truyện giờ vàng
Những bộ phim này phát sóng từ 21:00 đến 21:30 các ngày từ thứ Hai đến thứ Sáu trên kênh VTV1.
- Lưu ý: Từ ngày 30 tháng 3 đến 18 tháng 5, khung giờ được nối tiếp bởi phiên bản phát hành lại của bộ phim Khúc hát mặt trời (với số tập nâng từ 24 tập ở bản gốc lên 34 tập).[1]

| Thời gian                                | Tên                         | Số tập | NSX                                                  | Đoàn làm phim | Bài hát chủ đề | Thể loại                                                    | Ghi chú |
| ---------------------------------------- | --------------------------- | ------ | ---------------------------------------------------- | --- | --- | ----------------------------------------------------------- | --- |
| 12 tháng 1 - 29 tháng 3                  | Dưới bóng cây hạnh phúc     | 45     | VFC                                                  | Vũ Trường Khoa (đạo diễn); Trịnh Đan Phượng, Trịnh Cẩm Hằng, Trịnh Khánh Hà (biên kịch); Quốc Trị, Nguyễn Kim Oanh, Mạnh Hưng, Bùi Như Lai, Hoàng Anh Vũ, Kiều My, Huyền Thạch, Thái Sơn, Ngọc Thoa, Mạnh Cường, Vương Trọng Trí, Lương Thanh, Việt Hoa, Đậu Hồng Phúc, Nguyễn Huyền Trang, Xuân Trường, Vũ Phong, Đào Hoàng Yến, Đức Hùng, Thiên Kiều, Phú Thăng, Tuấn Giang, Trịnh Huyền, Trần Tài, Cù Thị Trà, Trần Bảo Nam, Hoàng Khánh Ly... Cameo: Công Lý | Hạnh phúc vụt qua Sáng tác: Lê Anh Dũng Thể hiện: Mai Diệu Ly                                                                             | Gia đình, lãng mạn, khía cạnh cuộc sống, hôn nhân, tâm lý   | Hoãn 4 tập vào ngày 17 tháng 1, 3 tháng 2, 28 tháng 2 và 10 tháng 3 do sự kiện đặc biệt. Hoãn 6 tập vào các ngày 20 và 23 - 27 tháng 1 để phát sóng các chương trình dịp Tết Nguyên Đán Quý Mão 2023.                                                                                     |
| 22 tháng 5 - 28 tháng 7                  | Nơi giấc mơ tìm về          | 45     | VFC                                                  | Trịnh Lê Phong (đạo diễn); Lê Anh Thúy, Nguyễn Mạnh Cường, Đặng Diệu Hương, Đàm Vân Anh (biên kịch); Lê Khanh, Lãnh Thanh, Việt Hoa, Trọng Trinh, Đỗ Kỷ, Đặng Tất Bình, Bùi Minh Phương, Minh Thu, Đình Chiến, Phương Hạnh, Hoàng Huy, Thục Anh, Trung Tuấn, Lê Tuấn Thành, Hà Trung "Ruồi", Phạm Anh Tuấn, Đỗ Phạm Khánh Linh, Linh Huệ, Hoàng Tùng, Hoàng Ngọc Hải, Linh Hương, Trọng Nghĩa, Bích Thủy, Nguyễn Tú, Trịnh Nguyệt Minh... | Yêu thật nhiều Sáng tác: Duy Chiến Thể hiện: Minh Ngọc                                                                                    | Hài hước, gia đình, khía cạnh cuộc sống, chính kịch, tâm lý | Tập 11 phát sóng 21:15 - 21:45, ngày 6 tháng 6. Hoãn 5 tập vào các ngày 2 tháng 6, 9 tháng 6, 14 - 15 tháng 6 và 21 tháng 6 do sự kiện đặc biệt. Tên cũ: Bà ngoại lắm chiêu. |
| 31 tháng 7 - 8 tháng 9                   | Làng trong phố              | 30     | VFC                                                  | Nguyễn Mai Hiền (đạo diễn); Lê Anh Thúy (ý tưởng); Nguyễn Mạnh Cường, Lê Thu Thủy, Đàm Vân Anh (biên kịch); Doãn Quốc Đam, Ngô Lệ Quyên, Tiến Lộc, Duy Hưng, Trần Vân, Đào Phương Anh, Thanh Dương, Lý Thanh Kha, Phùng Đức Hiếu, Hoàng Du Ka, Nguyễn Huyền Trang, Thái Dương, Tú An, Đình Chiến, Linh Chi, Đào Hoàng Yến, Ngô Thủy Tiên, Tất Đông, Tiến Ngọc, Mai Huê, Sơn Tùng, Đào Trúc Mai, Cao Tú Hường, Nguyễn Ngọc Gia Phúc... | | Nông thôn, lãng mạn, khía cạnh cuộc sống                    | Là phần 2 của Phố trong làng |
| 11 tháng 9 - 8 tháng 11                  | Cuộc chiến không giới tuyến | 40     | VFC và Tổng cục Chính trị Quân đội nhân dân Việt Nam | Nguyễn Danh Dũng (đạo diễn); Thu Thủy, Dương Hồng Hải, Đức Bảo (biên kịch); Việt Anh, Hoàng Hải, Bùi Bài Bình, Thu Quỳnh, Hà Việt Dũng, Tú Oanh, Tô Dũng, Hoàng Công, Phan Thắng, Việt Bắc, Trần Trung Kiên, Trần Việt Hoàng, Hoàng Triều Dương, Phú Kiên, Sỹ Toàn, Thái Sơn, Ngọc Tản, Lưu Huyền Trang, Thục Anh, Minh Cúc, Lê Ngọc Ánh, Hoàng Khải, Nguyễn Vũ, Trần Chiến, Vũ Phong, Hồng Nhung, Hoàng Huy, Phương Nam... | | Hình sự, chính kịch, tội phạm, dân tộc                      | Hoãn 3 tập vào ngày 28 tháng 9, 12 tháng 10 và 2 tháng 11 do sự kiện đặc biệt. |
| 9 tháng 11 năm 2023 - 4 tháng 3 năm 2024 | Chúng ta phải hạnh phúc     | 68     | VICGroup                                             | Đinh Thái Thụy (đạo diễn); Như Trần, Vương Thuần, Võ Kim Bích, Huỳnh Ý, Tuyết Lan, Lê Phương, Lê Khánh, Ngọ Hồ, Anh Thư, Thái Thụy (biên kịch); Thanh Thức, Hoàng Hải Thu, Đinh Y Nhung, Vĩnh Xương, Ngân Quỳnh, Ngô Phương Anh, Linh Sơn, Nguyễn Sao Mai, Mai Tâm Như, Ngọc Tưởng, Đào Anh Tuấn, Đào Vân Anh, Xuân Hiệp, Jenna Anh Phương, Huỳnh Phương Uyên, Phạm Tất Thành, Hồng Anh, Tăng Gia Hân, Quốc Vũ, Khải An, Bảo Tân, Châu Hà Yến Nhi, Vĩnh Khang, Lê Mạnh Phương, Trần Thanh Hiền, Cao Hoàng, Kim Lợi, Trương Phương, Lim Phước Sang, Thúy Lê, Quang Thuận, Mộc Linh, Lê Hà... | Chúng ta phải hạnh phúc Sáng tác: Văn Tứ Quý Thể hiện: Đông Hải và Hồ Ngọc Già Niềm hạnh phúc giêng mình Sáng tác và thể hiện: Văn Tứ Quý | Chính kịch, tình cảm                                        | Hoãn 10 tập vào ngày 12 tháng 12, 20 tháng 12, 26 tháng 12, 28 - 29 tháng 12 năm 2023; 1 tháng 1, 5 tháng 1, 1 - 2 và 26 tháng 2 năm 2024 do sự kiện đặc biệt. Hoãn 5 tập vào các ngày 8 - 9 và 12 - 14 tháng 2 năm 2024 để phát sóng các chương trình dịp Tết Nguyên Đán Giáp Thìn 2024. |

## VTV3 - Phim truyện giờ vàng

### Line-up 1
Những bộ phim này phát sóng từ 20:00 đến 20:25 (20:00 đến 20:30 từ ngày 3 tháng 4) các ngày từ thứ Hai đến thứ Sáu trên kênh VTV3. 
- Lưu ý: Từ ngày 14 tháng 8 năm 2023 đến 1 tháng 3 năm 2024, khung giờ này đã được thay thế bởi chương trình Lướt trên VTVGo, nhằm quảng bá ứng dụng nền tảng truyền hình số quốc gia.[10]

| Thời gian               | Tên | Số tập | NSX | Đoàn làm phim | Bài hát chủ đề | Thể loại | Ghi chú |
| ----------------------- | --- | --- | --- | --- | --- | --- | --- |
| 7 tháng 3 - 24 tháng 7  | Gia đình đại chiến - Mùa 2 | 100 | VFC và VTVCab | Trọng Trinh (đạo diễn); Nhóm biên kịch VTVCab (biên kịch); Đức Khuê, Nguyệt Hằng, Phương Hạnh, Tùng Anh, Anna Linh, Lưu Huyền Trang, Hoàng Huy, Nam Linh, Thanh Huyền, Ngọc Dung, Trình Lê, Quang Anh, Tuấn Long, Quỳnh Ân, Trần Thu Trang, Ngọc Dương... Cameo: Trọng Trinh | Nhà trong phố Sáng tác, thể hiện: Hải Nam I love my family Sáng tác, thể hiện: Hải Nam                                                                  | Hài hước, gia đình | Tập 52 phát sóng 20:20 - 20:45, ngày 17 tháng 5. |
| 25 - 28 tháng 7         | Phát lại phim Người cha không mong đợi, bộ phim 3 tập nằm trong series phim Xin chào hạnh phúc lên sóng lần đầu tiên trong cùng khung giờ vào năm 2021. | Phát lại phim Người cha không mong đợi, bộ phim 3 tập nằm trong series phim Xin chào hạnh phúc lên sóng lần đầu tiên trong cùng khung giờ vào năm 2021. | Phát lại phim Người cha không mong đợi, bộ phim 3 tập nằm trong series phim Xin chào hạnh phúc lên sóng lần đầu tiên trong cùng khung giờ vào năm 2021. | Phát lại phim Người cha không mong đợi, bộ phim 3 tập nằm trong series phim Xin chào hạnh phúc lên sóng lần đầu tiên trong cùng khung giờ vào năm 2021. | Phát lại phim Người cha không mong đợi, bộ phim 3 tập nằm trong series phim Xin chào hạnh phúc lên sóng lần đầu tiên trong cùng khung giờ vào năm 2021. | Phát lại phim Người cha không mong đợi, bộ phim 3 tập nằm trong series phim Xin chào hạnh phúc lên sóng lần đầu tiên trong cùng khung giờ vào năm 2021. | Phát lại phim Người cha không mong đợi, bộ phim 3 tập nằm trong series phim Xin chào hạnh phúc lên sóng lần đầu tiên trong cùng khung giờ vào năm 2021. |
| 31 tháng 7 - 11 tháng 8 | Phát lại Nhật ký trên khóa Sol, chương trình ca nhạc trên VTV5.                                                                                         | Phát lại Nhật ký trên khóa Sol, chương trình ca nhạc trên VTV5.                                                                                         | Phát lại Nhật ký trên khóa Sol, chương trình ca nhạc trên VTV5.                                                                                         | Phát lại Nhật ký trên khóa Sol, chương trình ca nhạc trên VTV5. | Phát lại Nhật ký trên khóa Sol, chương trình ca nhạc trên VTV5.                                                                                         | Phát lại Nhật ký trên khóa Sol, chương trình ca nhạc trên VTV5.                                                                                         | Phát lại Nhật ký trên khóa Sol, chương trình ca nhạc trên VTV5.                                                                                         |
| 25 tháng 8              | Phát lại Sắc màu VTV Cup, chương trình thể thao trên VTV2 và VTV5.                                                                                      | Phát lại Sắc màu VTV Cup, chương trình thể thao trên VTV2 và VTV5.                                                                                      | Phát lại Sắc màu VTV Cup, chương trình thể thao trên VTV2 và VTV5.                                                                                      | Phát lại Sắc màu VTV Cup, chương trình thể thao trên VTV2 và VTV5. | Phát lại Sắc màu VTV Cup, chương trình thể thao trên VTV2 và VTV5.                                                                                      | Phát lại Sắc màu VTV Cup, chương trình thể thao trên VTV2 và VTV5.                                                                                      | Phát lại Sắc màu VTV Cup, chương trình thể thao trên VTV2 và VTV5.                                                                                      |

### Line-up 2

#### Phim thứ Hai - thứ Tư
Những bộ phim này phát sóng từ 21:40 đến 22:30 các ngày từ thứ Hai đến thứ Tư trên kênh VTV3.
| Thời gian                                | Tên                             | Số tập                           | NSX | Đoàn làm phim | Bài hát chủ đề                                                                                        | Thể loại                                                    | Ghi chú |
| ---------------------------------------- | ------------------------------- | -------------------------------- | --- | --- | --- | ----------------------------------------------------------- | --- |
| 30 tháng 1 - 29 tháng 3                  | Đừng nói khi yêu                | 27                               | VFC | Bùi Tiến Huy (đạo diễn); Hà Hà, Minh Ngọc, Trịnh Khánh Hà (biên kịch); Tú Oanh, Đức Khuê, Mạnh Trường, Đình Tú, Thùy Anh, Quách Thu Phương, Xuân Trường, Lương Thanh, Trình Mỹ Duyên, Nguyễn Hoàng Ngọc Huyền, Sỹ Hưng, Phí Thùy Linh, Thái Dũng, Thu Hiền, Anh Dũng, Đức Trung, Trương Hoàng, Lâm Tùng, Hà Phương Anh, Vương Trọng Trí, Xuân Thắng, Phạm Tuấn Anh, Mỹ Uyên, Trần Đức, Sơn Tùng, Đỗ Phạm Khánh Linh, Ngọc Anh Sally... Cameo: Hà Việt Dũng, Charlie Winston | Hóa ra như vậy là yêu Sáng tác & thể hiện: Trang Pháp                                                 | Tình cảm, gia đình, lãng mạn, hài hước, tâm lý              | Tên cũ: Cô thợ bánh. |
| 3 tháng 4 - 12 tháng 7                   | Cuộc đời vẫn đẹp sao            | 45                               | VFC | Nguyễn Danh Dũng (đạo diễn); Lê Huyền, Mai Diệp, Trịnh Khánh Hà (biên kịch); Hoàng Hải, Thanh Quý, Thanh Hương, Hoàng Huy, Phạm Anh Tuấn, Hà Đan, Tô Dũng, Hoàng Du Ka, Anh Thơ, Trần Việt Hoàng, Thanh Dương, Minh Cúc, NSND Ngọc Thư, Phạm Tuấn Anh, Thái Dương, Đào Hoàng Yến, Trần Chiến, Bích Diệp, Bích Thủy, Anh Tuấn, Việt Bắc, Minh Tuấn, Lý Chí Huy... Cameo: Nguyễn Danh Dũng, Đức Khuê | A Í A Sáng tác & thể hiện: Dương Trường Giang                                                         | Chính kịch, khía cạnh cuộc sống, lãng mạn, hài hước, tâm lý | Tập 21 phát sóng 21:50 - 22:40, ngày 17 tháng 5.                                                                                            |
| 17 tháng 7 - 30 tháng 8                  | Món quà của cha                 | 21                               | VFC | Vũ Minh Trí (đạo diễn); Nguyễn Ngọc Quỳnh Chi, Đặng Thu Hà, Hiểu Anh, Đặng Diệu Hương, Hoàng Hồng Hạnh (biên kịch); Võ Hoài Nam, Minh Hòa, Tuấn Tú, Nguyễn Ngọc Huyền, Nguyễn Quỳnh Trang, Vũ Hồng Thái, Lương Thu Hà, Lưu Duy Khánh, Hương Giang, Nguyễn Bảo Linh, Thanh Tú, Phạm Anh Tuấn, Lâm Đức Anh, Hàn Trang, Mai Huê, Hoàng Huy, Đào Trúc Mai, Dương Anh Đức, Trần Quốc Anh, Minh Thu, Nguyễn Ngọc An Nhiên, Hải Ly, Trúc Quỳnh, Tiến Ngọc, Thái Dương, Kim Ngân, Ngô Thủy Tiên, Nguyễn Huy, Mai Mạnh, Sơn Tùng, Tô Hùng, Diệp Xinh, Phương Hạnh... | Mong ước cho con Sáng tác: Trần Quang Duy Thể hiện: Lan Quỳnh                                         | Gia đình, hài hước, chính kịch, tâm lý                      | |
| 4 tháng 9 - 1 tháng 11                   | Cảnh sát hình sự: Biệt dược đen | 27                               | VFC | Phạm Gia Phương, Trần Trọng Khôi (đạo diễn); Vũ Liêm, Phạm Đình Hải, Nguyễn Trung Dũng (biên kịch); Bảo Anh, Huỳnh Anh, Trịnh Mai Nguyên, Nguyệt Hằng, Trần Quốc Trọng, Trần Đức, Phú Thăng, Bình An, Đỗ Duy Nam, Ngọc Quỳnh, Lương Thanh, Hoàng Long, Dương Đức Quang, Huyền Trang Mù Tạt, Phạm Tuấn Anh, Hoàng Anh Vũ, Quỳnh Châu, Trương Hoàng, Trung Tuấn, Nguyễn Huyền Trang, Trần Bảo Nam, Tùng Anh, Minh Hà, Hồ Liên, Vĩnh Xương, Hoàng Xuân, Khánh Linh, Ngô Minh Hoàng, Nguyễn Trường, Thái Sơn, Nguyễn Phương My, Hồng Nhung, Trần Tài, Hoàng Huy, Bích Thủy, Trịnh Minh Nguyệt, Nguyễn Tú, Thanh Huế, Hồng Ngọc, Hà Bùi, Bích Nguyệt, Vương Trọng Trí... | | Chính kịch, trinh thám, tội phạm, hình sự, tâm lý           | Tên cũ: Phía sau sự thật. |
| 6 tháng 11 năm 2023 - 6 tháng 3 năm 2024 | Chúng ta của 8 năm sau          | 51 Phần 1: 15 tập Phần 2: 36 tập | VFC | Bùi Tiến Huy (đạo diễn); Trịnh Khánh Hà, Thu Thủy (biên kịch); Hoàng Hà/Phan Minh Huyền, Trần Quốc Anh/Mạnh Trường, Nguyễn Hoàng Ngọc Huyền/Nguyễn Quỳnh, Trần Nghĩa/Trần Quốc Anh, Sỹ Hưng, Thùy Anh, Nguyễn Huyền Trang, Lý Chí Huy, Nguyễn Mạnh Cường, Thúy Hà, Đức Khuê, Trung Anh, Nguyễn Trọng Nghĩa, Phùng Khánh Linh, Phương Hạnh, Phùng Đức Hiếu, Phú Thăng, Khôi Trần, Lưu Duy Khánh, Tiến Ngọc, Thu Huyền, Chu Diệp Anh, Cherry An Nhiên... | Đôi mươi Sáng tác và thể hiện: Hoàng Dũng Cơn mưa rào Sáng tác: Hứa Kim Tuyền Thể hiện: Văn Mai Hương | Chính kịch, gia đình, lãng mạn                              | Hoãn 3 tập vào các ngày 12 - 14 tháng 2 năm 2024 để phát sóng các chương trình dịp Tết Nguyên Đán Giáp Thìn 2024. Tên cũ: Ánh dương rực rỡ. |

#### Phim thứ Năm - thứ Sáu
Những bộ phim này phát sóng từ 21:40 đến 22:30 thứ Năm và thứ Sáu trên kênh VTV3.
| Thời gian                                 | Tên                                | Số tập | NSX | Đoàn làm phim | Bài hát chủ đề                                               | Thể loại                                          | Ghi chú                     |
| ----------------------------------------- | ---------------------------------- | ------ | --- | --- | ------------------------------------------------------------ | ------------------------------------------------- | --------------------------- |
| 9 tháng 3 - 15 tháng 9                    | Gia đình mình vui bất thình lình   | 56     | VFC | Nguyễn Đức Hiếu, Lê Đỗ Ngọc Linh (đạo diễn); Lại Phương Thảo, Ngô Như Trang, Tiết Kim Oanh, Mai Búp (biên kịch); Bùi Bài Bình, Lan Hương 'Bông', Quang Sự, Doãn Quốc Đam, Thanh Sơn, Kiều Anh, Lan Phương, Khả Ngân, Bùi Gia Nghĩa, Phạm Ngọc Anh, Phương Hạnh, Jimmii Khánh, Cù Thị Trà, Trần Minh Phương, Phạm Tuấn Anh, Tô Hùng, Nguyễn Vũ, Mai Huê, Trần Thị Diễm Hương, Thu Hiền, Dương Thu Hương, Đào Nguyễn Ánh, Trọng Lân, Lily Chen, San Trần, Ngô Minh Hoàng, Tuấn Anh, Lâm Tùng, Phương Lâm, Thái Sơn, Hoàng Khánh Ly, Nguyễn Lan Hương, Tô Dũng, Quốc Trị... Cameo: Lương Thu Trang, Nhâm Mạnh Dũng, Hà Trung "Ruồi", Tú Oanh, Đỗ Kỷ, Linh Huệ, Công Lý | Tôi muốn về nhà Thể hiện: Hoàng Bách                         | Gia đình, hài hước, chính kịch, lãng mạn, tâm lý  | Tên cũ: Nhà có ba nàng dâu. |
| 21 tháng 9 năm 2023 - 19 tháng 1 năm 2024 | Không ngại cưới, chỉ cần một lý do | 36     | VFC | Bùi Quốc Việt (đạo diễn); Trần Diệu Linh, Lại Phương Thảo, Đỗ Thủy Tiên (biên kịch); Lại Phú Đôn, Nhan Phúc Vinh, Hoàng Thùy Linh, Bảo Hân, Linh Huệ, Thanh Bình, Trọng Lân, Quỳnh Lương, Quang Anh, Nguyễn Thùy Dương, Thanh Tú, Đức Sơn, Chí Bách, Hồng Nhung, Hà Trung "Ruồi", Hoàng Du Ka, Lưu Mạnh Dũng, Dương Anh Đức... | Yêu thì phải nói Sáng tác: Emmce L Thể hiện: Emmce L, Badbie | Chính kịch, gia đình, tình cảm, nông thôn, tâm lý | Tên cũ: Ngao hoa lục sắc.   |